# Amphionides
Amphionides is een geslacht van kreeftachtigen uit de klasse van de Malacostraca (hogere kreeftachtigen).

## Soort
- Amphionides reynaudii (H. Milne Edwards, 1833)